# Discomagic Records
La Discomagic Records è stata una casa discografica italiana, fondata nel 1979 ed operativa fino al 1997.

## Storia

### Fondazione e inizi
Fondata da Severo Lombardoni nel 1979, è stata una casa discografica ed etichetta italiana espressamente dedicata all'allora emergente genere Italo disco; molto popolare nel corso degli anni ottanta, la sua distribuzione si espanse anche all'estero. Per la stampa e la distribuzione dei supporti, analogamente ad altre case minori, si affidò sempre a fornitori esterni.
La sua primissima sede era a Milano in via Fogazzaro n. 11, ancora presso l'ingrosso di dischi "Door to Door" del fondatore, che distribuiva dischi importati; nel 1983 la sede si trasferì in via Fantoli n. 7 e finalmente, nel 1986, il trasferimento definitivo al primo piano di un palazzo in via Mecenate, n. 78/A. Nell'edificio che - al secondo piano - la ospitava, è rimasto operativo, al piano rialzato, lo storico bar e trattoria ("Bar Mecenate") dove anche gli artisti dell'epoca sostavano. La peculiarità della struttura consisteva nel fatto che, per salire agli studi, era necessario passare nel bar. L'insegna della Discomagic - a semplici caratteri rossi su sfondo bianco - era un grosso laminato attaccato al cornicione del palazzo che mostrava anche un curioso orologio con i segni zodiacali, tuttora presente anche se privato di lancette.
All'etichetta era legata anche una casa di edizioni musicali interna, la Lombardoni Edizioni Musicali, al piano terra rialzato dello stesso stabile.

### Le produzioni
Se agli inizi produsse anche generi differenti quali complessi di liscio (Ragazzi del Lago) e folk (Mario Carrara e il suo complesso folkloristico) con lo spostamento presso la nuova sede l'indirizzo dance fu chiarissimo. I maggiori successi prodotti dalla Discomagic furono infatti del genere Italo disco: Don't Cry Tonight di Savage, Happy Children di P. Lion e Dolce vita di Ryan Paris: tutti e tre del 1983. Come spesso accade, mentre Lombardoni affiancò alla casa madre una serie di altre attività commerciali legate al mondo musicale, la Discomagic registrò nel corso degli anni quasi 100 sottoetichette per produrre dischi di generi differenti, e stamparli su licenza, salvo poi distribuirli sempre tramite il brand Discomagic. Fra i suoi ultimi successi di vendita, Ride on time dei Black box, del 1989. Negli anni novanta l'etichetta, inseguendo i successi della nuova musica dance, pubblicò soprattutto compilation e remix.

### La chiusura
La casa madre cessò le attività proprie nel 1997 a causa di gravi problemi finanziari nelle varie aziende aperte da Lombardoni ed al declino del genere prodotto; il catalogo della Lombardoni - ugualmente chiusa - venne acquisito dal gruppo tedesco ZYX Music, laddove alcune etichette minori vennero invece acquisite dalla Saifam. Gli uffici furono progressivamente smantellati e la sede abbandonata, mentre le label hanno continuato ad essere utilizzate dalla proprietaria ZYX per distribuire - soprattutto in formato digitale - compilation ed artisti minori.

## Sottoetichette (parziale)
- Academy Records
- Amsterdam Records
- Atlantide Music
- Atomic Records
- Biba Records
- Blood Records
- Clown
- Cocaine Records
- Disc-O-Very Records
- Discomagic Oldies
- Dream Records
- Eurobeat Records
- Euroenergy
- Finzy Records
- Fiorella Records
- Fly Music
- Groove Groove Melody
- Havana Productions
- High Energy
- Hole Records
- Hot Records
- House Of Music
- Italian Company Records
- Juke Box Records
- Leader Records
- Lombardoni Publishings
- Macho Records
- Magic Service
- Market Records
- Metal Master Records
- Modern Music Productions
- On The Road
- One Records
- Out
- RA - RE Productions
- Radiorama Productions
- Ram Productions
- Scorpio Records
- Sensation Records
- Speed Records
- Stargo Records
- Sunshine Record
- Technology
- Ufficio Invenzioni Records
- Trash Records
- World Energy Music